# Imprimerie Oberthur
Pour les articles homonymes, voir Oberthür.
L’imprimerie Oberthur est une ancienne entreprise française créée à Rennes en 1852 par François-Charles Oberthür et disparue en 1983.
L'imprimerie Oberthur a été le fournisseur pratiquement exclusif de la Compagnie des chemins de fer de l'Ouest, le premier éditeur de l'annuaire du téléphone et le fournisseur exclusif de l'almanach postal.

## Activités principales

### Les débuts
Créé en 1852, l’imprimerie Oberthur s’est développée au cours de la première moitié du XXe siècle et a compté jusqu’à 1 300 employés.
Elle s'est structurée en trois départements :
- L’impression des articles millésimés (agendas et calendriers) ;
- Les impressions de labeur, particulièrement les impressions de livres scolaires et d’encyclopédies[4];

- Le secteur fiduciaire, principalement orienté vers les impressions d'actions, d’obligations et de chèques.

En 1854, elle édite le premier almanach des Postes dont elle sera l’éditeur exclusif pendant de longues années.
En 1865, François-Charles et Charles Oberthür s’associent et l’imprimerie devient « Oberthür et fils ».
En août 1874, le président Patrice de Mac Mahon visite l’usine.
À la suite de la mort de François-Charles, son épouse Marie et ses deux fils (Charles et René) signent un contrat d’association en mars 1893. Puis, en 1909, l’imprimerie devient une société anonyme dirigé par Charles. René lui succèdera à sa mort en 1924.
En 1905, l’imprimerie Oberthur édite le Répertoire de couleurs pour aider à la détermination des couleurs des fleurs, des feuillages et des fruits, écrit par René Oberthür et Henri Dauthenay et qui a longtemps servi de référence officielle pour l'appellation des teintes,.
C’est en 1940 qu’Oberthur se lance dans l'impression de billets de banque : la Banque de France rencontre à cette époque des difficultés d'approvisionnement et fait appel à Oberthur pour la fabrication de billets.

### Oberthur après Oberthür
Les derniers membres de la famille Oberthür, Jean et Marthe Cartier-Bresson, quittent la direction de l’imprimerie, respectivement le 5 juillet 1958 et le 8 mars 1960.
En proie à des difficultés financières au tournant des années 1970, l’entreprise est contrainte de déposer son bilan en mars 1981 pour être liquidée en novembre 1983. Elle est ensuite occupée par la CGT jusqu’à la fin de l’année.
Elle est scindée en trois entreprises indépendantes, créées en 1984 :
- Ouest Impression Oberthur, entreprise d’imprimerie et de reliure ;
- François-Charles Oberthur Fiduciaire, une entreprise d’imprimerie fiduciaire ;
- Fabrical Oberthur, entreprise spécialisée dans l’impression de calendriers et d’agendas.

## Bâtiments
Construits principalement en 1870, 1883 et 1900, respectivement par les architectes rennais Jean-Baptiste Martenot, Frédéric Jobbé-Duval et Charles Coüasnon, les bâtiments sont constitués de deux halles ateliers parallèles reliés entre eux par deux corps de bâtiments,,.
Les anciens bâtiments de l’entreprise ont été transformés en parc d’affaires, inauguré début juillet 1989.